# Cornhuskers (tomik Carla Sandburga)
Cornhuskers – tomik amerykańskiego poety Carla Sandburga, opublikowany w 1918. Zbiorek został nagrodzony (ex aequo z The Old Road to Paradise autorstwa Margaret Widdemer) Columbia University Prize, czyli późniejszą Nagrodą Pulitzera w dziedzinie poezji za 1919. Książka zawiera 103 utwory. Dzieli się na pięć cykli, tytułowy Cornhuskers, Persons Half Known, Leather Leggins, Haunts i Shenandoah.